# 1971 год в литературе

## События
- В Японии учреждена литературная Премия имени Дзюна Таками.

## Премии

### Международные
- Нобелевская премия по литературе — Пабло Неруда, «За поэзию, которая со сверхъестественной силой воплотила в себе судьбу целого континента».

### Великобритания
- Букеровская премия — Видиадхар Найпол, «В подвешенном состоянии».

### СССР
- Ленинская премия в области литературы — не присуждалась
- Государственная премия СССР в области литературы:
  - Вадим Кожевников, за повести «Пётр Рябинкин» и «Особое подразделение»;
  - Александр Твардовский, за стихотворный сборник «Из лирики этих лет»
- Премия имени М. Горького:
  - Людмила Татьяничева, за книгу стихов «Зорянка»;
  - Анатолий Иванов, за роман «Вечный зов»;
  - Семён Данилов, за книги стихов «Белая ночь» и «Белый конь Манчары»

### США
- Пулитцеровская премия за лучшую драму —  Пол Зиндель, «Влияние гамма-лучей на поведение маргариток» (англ. The Effect of Gamma Rays on Man-in-the-Moon Marigolds).
- Пулитцеровская премия за поэзию— Уильям Стэнли Мервин,«Носитель лестниц» (англ.  The Carrier of Ladders).
- Пулитцеровская премия за художественную книгу — не вручалась.

### Франция
- Гонкуровская премия — Жак Лоран, «Глупости» (фр. Les Bêtises).
- Премия Ренодо — Пьер-Жан Реми, «Le Sac du palais d'été».
- Премия Фемина — Анджело Ринальди, «Дом Атлантов» (фр. La Maison des Atlantes).
- Премия Медичи — Паскаль Лене, «Ирреволюция».
  - Премия Медичи за лучшее зарубежное произведение — Джеймс Дикки, «Избавление»(англ. «Deliverance»).

## Книги
- «Восстаньте из праха» (англ. To Your Scattered Bodies Go) — роман Филипа Хосе Фармера.
- «Золотой мяч и другие рассказы» (англ. The Golden Ball and Other Stories) — сборник рассказов Агаты Кристи.
- «Огонёк» (хорв. Mali plamen) — сборник рассказов и сказок Дубравки Угрешич.
- «Сказочный корабль»» (англ. The Fabulous Riverboat) — роман Филипа Хосе Фармера.

### Романы
- «Время перемен» (англ. A Time of Changes) —  роман Роберта Силверберга.
- «Гробницы Атуана» (англ. The Tombs of Atuan) — роман Урсулы Ле Гуин.
- «Дикие мальчики» (англ. The Wild Boys) — роман Уильяма Берроуза.
- «Изгоняющий дьявола» (англ. The Exorcist) — роман Уильяма Питера Блэтти.
- «Немезида» (англ. Nemesis) — роман Агаты Кристи.
- «Память земли» — роман Владимира Фоменко.
- «Последнее лето» —  роман Константина Симонова.
- «Пятница, или Дикая жизнь» (англ. Vendredi ou la vie sauvage) — роман Мишеля Турнье.
- «Страх и отвращение в Лас-Вегасе. Дикое путешествие в сердце американской мечты» (англ. Fear and Loathing in Las Vegas: A Savage Journey to the Heart of the American Dream) — роман Хантера Томпсона.
- «Тени в раю» (нем. Schatten im Paradies) — роман Эриха Мария Ремарка.
- «Футурологический конгресс» (пол. Kongres futurologiczny) — роман Станислава Лема.
- «Я обслуживал английского короля» (чеш. Obsluhoval jsem anglického krále) — роман Богумила Грабала.
- «Я пришёл дать вам волю» — роман Василия Шукшина.

### Повести
- «Белый Бим Чёрное ухо» — повесть Гавриила Троепольского

- «Крабат, или Легенды старой мельницы» — повесть Отфрида Пройслера.
- «Обелиск» — повесть Василя Быкова.
- «Приключения Васи Куролесова» — повесть Юрия Коваля.

### Малая проза
- «Рассказ о баскетбольной команде, играющей в баскетбол» — очерк Василия Аксёнова.
- «Мнемон» (англ. The Mnemone) — рассказ Роберта Шекли.
- «Чужими глазами» (англ. I Am the Doorway) — рассказ Стивена Кинга.

### Пьесы
- «Выбор» — пьеса Алексея Арбузова.
- «Посмотри на себя» — пьеса Владимира Орлова.
- «Прошлым летом в Чулимске» — пьеса Александра Вампилова.
- «Собор» (лит. Katedra) — драма Юстинаса Марцинкявичюса.
- «Сослуживцы» — пьеса Эмиля Брагинского и Эльдара Рязанова.

### Литературоведение
- «Обручённый с идеей: Николай Островский» — книга Льва Аннинского.

## Родились
- 3 февраля — Сара Кейн, британская писательница и драматург.
- 24 февраля — Ники Хэмблтон-Джонс, южноафриканская предпринимательница, телеведущая, писательница.
- 24 февраля — Сабрина Тавернайс, американская журналистка, награждена Kurt Schork Memorial Awards[англ.] за «её глубину и человеческое понимание в освещении России» (англ. «her depth and human insight in covering Russia»)..
- 24 февраля[уточнить] — Фероз Ахтар (англ. Feroz Akhtar), писатель (1971 / Bhadurpur)[уточнить].
- 24 февраля — Чан Джин, южнокорейский театральный и кино-режиссёр, драматург, продюсер.
- 9 марта — Уильям Сатклиф, британский писатель, автор бестселлера «Новичок» (1996).
- 17 июля — Кори Доктороу, канадский писатель-фантаст и журналист.
- 27 ноября — Пётр Мордкович (известный под псевдонимом Пётр Бормор), писатель и блогер.

## Умерли
- 31 января — Виктор Максимович Жирмунский, российский лингвист и литературовед, профессор, доктор филологических наук, академик АН СССР (родился в 1891).
- 17 февраля – Михал Мареш, чехословацкий прозаик и поэт (род. в 1893)
- 28 июня — Антанас Венцлова, литовский поэт, прозаик, критик (родился в 1906).
- 11 июля — Джон Кэмпбелл, американский писатель-фантаст и редактор, во многом способствовавший становлению «Золотого века научной фантастики» (родился в 1910).
- 16 ноября — Кайнар, Йосеф, чешский поэт-лирик, драматург (родился в 1917).
- 18 декабря — Александр Трифонович Твардовский, советский поэт и общественный деятель (родился в 1910).